# Tir Na Nog (videogioco)
Tir Na Nog è un videogioco sviluppato nel 1984 da Gargoyle Games per ZX Spectrum, in seguito convertito su Amstrad CPC e Commodore 64. È una delle prime avventure grafiche e presenta numerose innovazioni tecniche, inclusa l'animazione dei fondali. Il gioco è incluso nella compilation Now Games 2 pubblicata da Virgin Games.
Il videogioco è basato sulla mitologia celtica, da cui trae il nome Tír na nÓg, sebbene dovesse originariamente essere ispirato alla Epopea di Gilgamesh e intitolarsi Arabesque. Il personaggio giocante di Tir Na Nog è Cú Chulainn, eroe della mitologia irlandese. Di questo gioco è stato in seguito pubblicato un prequel intitolato Dun Darach.